# Dekanat Bruchsal
Das Dekanat Bruchsal ist eines von 26 Dekanaten in der römisch-katholischen Diözese Freiburg. Sitz ist Bruchsal.

## Geschichte
Mit der Dekanatsreform zum 1. Januar 2008 wurde das Dekanat aus den Dekanaten Bruchsal und Philippsburg sowie einzelnen Seelsorgeeinheiten des Dekanates Bretten im Erzbistum Freiburg errichtet. Das Dekanat bildet mit den Dekanaten Karlsruhe, Pforzheim, Rastatt und Baden-Baden die Region Mittlerer Oberrhein / Pforzheim des Erzbistums Freiburg.
Von ursprünglich 19 Seelsorgeeinheiten des Dekanats Bruchsal verringerte sich deren Anzahl bin zum 1. Januar 2015 auf 13 Seelsorgeeinheiten.
Zum 1. Januar 2015 wurden die drei Seelsorgeeinheiten Bretten-Stadt, Bretten-Land und Jöhlingen-Wössingen zur Seelsorgeeinheit Bretten-Walzbachtal zusammengelegt.
Zum 1. Januar 2026 werden im Rahmen der Kirchentwicklung 2030 die Pfarreien und Seelsorgeeinheiten des Dekanats Bruchsal als Pfarrei und Kirchengemeinde Edith Stein Bruchsal unter der Leitung von Dr. Johannes Mette zusammengefasst.

## Gliederung
Das Dekanat Bruchsal gliedert sich in die folgenden 13 Seelsorgeeinheiten:
| Seelsorgeeinheiten             | zugehörige Pfarreien und Filialen |
| ------------------------------ | --- |
| SE Bad Schönborn-Kronau        | St. Lambertus (Mingolsheim), St. Vitus (Langenbrücken) und St. Laurentius (Kronau) Weitere Kirchen und Kapellen: Rochuskapelle (Mingolsheim)                                                                                       |
| SE Bretten-Walzbachtal         | St. Peter (Bauerbach), St. Laurentius (Bretten), Hl. Kreuz (Büchig), Guter Hirte (Gondelsheim), St. Martin (Jöhlingen), St. Mauritius (Neibsheim), Maria Königin (Wössingen)                                                       |
| SE Bruchsal Michaelsberg       | St. Cosmas und Damian (Untergrombach), St. Martin (Obergrombach), St. Sebastian (Helmsheim), St. Maria (Heidelsheim) Weitere Kirchen und Kapellen: Michaelskapelle (Untergrombach)                                                 |
| SE Bruchsal St. Vinzenz        | St. Anton (Bruchsal), St. Damian und Hugo (Bruchsal) (auch Hofkirche Bruchsal genannt), St. Josef (Bruchsal), St. Paul (Bruchsal), St. Peter (Bruchsal) und Unsere Liebe Frau (Bruchsal) (auch Stadtkirche Bruchsal genannt)       |
| SE Forst-Ubstadt-Weiher        | St. Andreas (Ubstadt), St. Barbara (Forst), St. Marcellus (Stettfeld), St. Martin (Zeutern), St. Nikolaus (Weiher) |
| SE Graben-Neudorf-Linkenheim   | St. Wendelinus (Neudorf), St, Nikolaus (Graben), Maria Königin (Linkenheim) und St. Pankratius (Liedolsheim), St. Michael (Rußheim)                                                                                                |
| SE Karlsdorf-Neuthard-Büchenau | St. Jakobus (Karlsdorf), St. Sebastian (Neuthard), St. Bartholomäus (Büchenau) |
| SE Kraichtal-Elsenz            | Heilige Dreifaltigkeit (Eppingen-Elsenz), St. Anna (Menzingen), St. Andreas (Münzesheim) mit den Filialen Unteröwisheim, Gochsheim und Oberacker, St. Lukas (Neuenbürg), St. Martin (Landshausen) und St. Mauritius (Oberöwisheim) |
| SE Oberhausen-Philippsburg     | St. Philippus und Jakobus (Oberhausen), St. Maria (Philippsburg), St. Laurentius (Rheinhausen), St. Vitus (Rheinsheim), St. Peter (Huttenheim)                                                                                     |
| SE Östringen                   | St. Cäcilia (Östringen), St. Michael (Odenheim), St Johannes (Tiefenbach), St. Jakobus (Eichelberg) |
| SE Sickingen                   | Maria Magdalena (Sickingen), Heilig Geist (Zaisenhausen), St. Martin (Flehingen), St. Marien (Sulzfeld), Maria Königin (Kürnbach)                                                                                                  |
| SE Stutensee-Weingarten        | St. Josef (Blankenloch) mit Hl. Geist (Büchig), St. Georg (Spöck) mit St. Elisabeth (Friedrichstal) und St. Wolfgang (Staffort), St. Michael (Weingarten)                                                                          |
| SE Waghäusel-Hambrücken        | St. Remigius (Hambrücken), St. Kornelius und St. Cyprian in Waghäusel-Kirrlach und St. Jodokus in Waghäusel-Wiesental mit dem Stadtteil Waghäusel Weitere Kirchen und Kapellen: Marienwallfahrtskirche (Waghäusel)                 |